# Сєверний (Абзеліловський район)
Сє́верний (рос. Северный, башк. Северный) — присілок (у минулому селище) у складі Абзеліловського району Башкортостану, Росія. Входить до складу Альмухаметовської сільської ради.
Населення — 292 особи (2010; 332 в 2002).
Національний склад:
- башкири — 44%
- росіяни — 33%